# Hermosa Beach
Hermosa Beach ist eine Stadt im Los Angeles County im Bundesstaat Kalifornien der Vereinigten Staaten mit einer Größe von 15,3 km².
Das U.S. Census Bureau hat bei der Volkszählung 2020 eine Einwohnerzahl von 19.728 ermittelt. Hermosa Beach ist mit den benachbarten Städten Manhattan Beach und Redondo Beach eine der drei sogenannten Beach Cities im Einzugsbereich der South Bay von Los Angeles.
Er ist bekannt durch den Jazzclub Lighthouse Cafe, der seinen Höhepunkt in den 1950er Jahren hatte, aber noch weiterexistiert. Zudem stammen die ursprünglichen Line-ups der Punkbands Pennywise und Black Flag aus Hermosa Beach.

## Söhne und Töchter der Stadt
- George Edward Maxwell Wright (1943–2019), Schauspieler
- LeRoy Grannis (1917–2011), Photograph
- Kembra Pfahler (* 1961), Underground-Künstlerin
- Jason Thirsk (1967–1996), Bassist der Punkband Pennywise
- Canyon Ceman (* 1972), Volleyball- und Beachvolleyballspieler
- Jacqueline Frank (* 1980), Wasserballspielerin[3]
- Brian Salcido (* 1985), Eishockeyspieler